# So This Is Harris!
So This Is Harris! er en amerikansk kort komediefilm fra 1933, instrueret af Mark Sandrich, der sammen med Ben Holmes har skrevet manuskriptet.
Filmen har Phil Harris og Walter Catlett i hovedrollerne. Filmen vandt en Oscar for bedste kortfilm, komedie i 1934.